# Nytjärnarna (Åre socken, Jämtland, 706458-133168)
Nytjärnarna är en sjö i Åre kommun i Jämtland och ingår i Indalsälvens huvudavrinningsområde. Sjön har en area på 0,051 kvadratkilometer och ligger 526,4 meter över havet. Sjön avvattnas av vattendraget Sausjöån.

## Delavrinningsområde
Nytjärnarna ingår i det delavrinningsområde (706439-133184) som SMHI kallar för Inloppet i 706631-133016. Medelhöjden är 553 meter över havet och ytan är 8,34 kvadratkilometer. Räknas de 4 avrinningsområdena uppströms in blir den ackumulerade arean 29,22 kvadratkilometer. Sausjöån som avvattnar avrinningsområdet har biflödesordning 3, vilket innebär att vattnet flödar genom totalt 3 vattendrag innan det når havet efter 379 kilometer. Avrinningsområdet består mestadels av sankmarker (54 procent) och kalfjäll (34 procent). Avrinningsområdet har 0,25 kvadratkilometer vattenytor vilket ger det en sjöprocent på 3 procent.